# أمليكون-بيسغ
أمليكون-بيسغ (بالألمانية: Amlikon-Bissegg) هي إحدى بلديات مقاطعة فاينفيلدن في كانتون تورغاو في سويسرا. تبلغ مساحتها 14.43 كيلومتر مربع، ويقدر عدد سكانها بـ 1323 نسمة (حسب تعداد ديسمبر 2015).